# Mulcent
Mulcent és un municipi francès, situat al departament d'Yvelines i a la regió de Illa de França. L'any 2007 tenia 96 habitants.
Forma part del cantó de Bonnières-sur-Seine, del districte de Mantes-la-Jolie i de la Comunitat de comunes del Pays Houdanais.

## Demografia

### Població
El 2007 la població de fet de Mulcent era de 96 persones. Hi havia 31 famílies, de les quals 8 eren unipersonals (4 homes vivint sols i 4 dones vivint soles), 4 parelles sense fills i 19 parelles amb fills.
La població ha evolucionat segons el següent gràfic:
Habitants censats

### Habitatges
El 2007 hi havia 43 habitatges, 32 eren l'habitatge principal de la família, 5 eren segones residències i 6 estaven desocupats. 38 eren cases i 4 eren apartaments. Dels 32 habitatges principals, 19 estaven ocupats pels seus propietaris i 13 estaven llogats i ocupats pels llogaters; 2 tenien dues cambres, 9 en tenien tres, 6 en tenien quatre i 16 en tenien cinc o més. 22 habitatges disposaven pel capbaix d'una plaça de pàrquing. A 8 habitatges hi havia un automòbil i a 19 n'hi havia dos o més.

### Piràmide de població
La piràmide de població per edats i sexe el 2009 era:
| Homes | Edats   | Dones |
| ----- | ------- | ----- |
| 0     | 95 o +  | 0     |
| 0     | 90 a 94 | 4     |
| 0     | 85 a 89 | 0     |
| 0     | 80 a 84 | 0     |
| 0     | 75 a 79 | 0     |
| 0     | 70 a 74 | 0     |
| 0     | 65 a 69 | 0     |
| 8     | 60 a 64 | 0     |
| 0     | 55 a 59 | 0     |
| 0     | 50 a 54 | 4     |
| 0     | 45 a 49 | 0     |
| 0     | 40 a 44 | 4     |
| 8     | 35 a 39 | 4     |
| 0     | 30 a 34 | 4     |
| 4     | 25 a 29 | 0     |
| 0     | 20 a 24 | 4     |
| 0     | 15 a 19 | 4     |
| 4     | 10 a 14 | 8     |
| 8     | 5 a 9   | 12    |
| 0     | 0 a 4   | 0     |

## Economia
El 2007 la població en edat de treballar era de 65 persones, 52 eren actives i 13 eren inactives. De les 52 persones actives 50 estaven ocupades (25 homes i 25 dones) i 2 estaven aturades (2 dones i 2 dones). De les 13 persones inactives 1 estava jubilada, 6 estaven estudiant i 6 estaven classificades com a «altres inactius».
Activitats econòmiques
Dels 8 establiments que hi havia el 2007, 2 eren d'empreses alimentàries, 1 d'una empresa de fabricació d'altres productes industrials, 2 d'empreses de comerç i reparació d'automòbils, 1 d'una empresa de transport, 1 d'una empresa d'hostatgeria i restauració i 1 d'una empresa de serveis.
L'únic servei als particulars que hi havia el 2009 era un restaurant.
L'any 2000 a Mulcent hi havia 3 explotacions agrícoles que ocupaven un total de 363 hectàrees.

## Poblacions més properes
El següent diagrama mostra les poblacions més properes.